# Hipertrigliceridemia
Hipertrigliceridemia é um tipo de hiperlipidemia causada por níveis séricos (sanguíneos) dos triglicerídeos (triacilgliceróis) acima de 150mg/dL em adultos. Atinge cerca de 29% dos homens e 13% das mulheres adultas, sendo mais comum entre latinos e brancos.

## Classificação
Quando ocorre isoladamente e, chama-se hipertrigliceridemia pura. Em conjunto com a hipercolesterolemia (elevação anormal dos níveis séricos de colesterol), chama-se hiperlipidemia conjugada ou hiperlipidemia mista.
Possui 3 níveis:
- 150 to 199 mg/dL: Limítrofe;
- 200 to 499 mg/dL: Alto;
- Mais de 500 mg/dL: Muito alto.

Quanto maior o nível, maior o risco de mortalidade por doenças cardiovasculares.

## Causas
Possui muitas causas e fatores de risco:
- Dieta alta em carboidratos;
- Hipotireoidismo;
- Predisposição genética (1-2% da população);
- Certos medicamentos (como Isotretinoína, estrógenos, antirretroviral, beta bloqueadores, tamoxifeno, inibidores de protease e antipsicóticos atípicos)
- Resistência a insulina;
- Lúpus eritematoso sistêmico;
- Síndrome nefrótica;
- Deficiência de ácido lisossomial lipase.

Está frequentemente associado a:
- Alcoolismo;
- Tabagismo;
- Sedentarismo;
- Obesidade;
- Diabetes mellitus;
- Doença renal crônica;
- Síndrome metabólica;
- Hipertensão.

## Sinais e sintomas
É geralmente assintomática até os triglicerídeos atinjam um nível maior que 1000-2000 mg/dL. Os sinais e sintomas podem incluir:
- Dor no peito, barriga e/ou costas;
- Náuseas e vômitos;
- Dispneia (respiração irregular);
- Xantomas (bolhas de colesterol na pele);
- Arco corneal;
- Aterosclerose;
- Xantelasmas.

Complicações
- Diabetes mellitus tipo 2;
- Doenças cardiovasculares (30% desenvolvem a perigosíssima doença arterial coronariana);
- Quilomicronemia;
- Pancreatite aguda.

A hipertrigliceridemia, isolada ou conjunta com hipercolesterolemia, aumenta o risco de doenças cardiovasculares em 32 a 78%, especialmente em mulheres. Aumenta o risco de morte por infarto do miocárdio em 30%, de doença cardiovascular em 80% e por pancreatite em 296%.

## Diagnóstico
É feito através da análise clínica de amostras de sangue do paciente, para determinação dos níveis séricos de triglicerídeos, quase sempre acompanhada da determinação dos níveis séricos de colesterol. Considera-se clinicamente normal a concentração de triglicerídeos que se encontre na faixa entre 80 e 150 mg/dl (miligramas por decilitro).
Outros exames importantes incluem:
- Análise de lipídeos (especialmente VLDL);
- Determinação de quilomícrons;
- Nível de glucose em jejum;
- Nível de TSH;
- Análise da urina;
- Análise da função hepática.

## Tratamento
O médico, na constatação de hipertrigliceridemia, bem como qualquer dislipidemia, deve prescrever as seguintes orientações, geralmente de forma conjunta:
1. Ampla mudança na dieta a longo prazo;
2. Redução ou suspensão de ingestão de bebidas alcoólicas e derivados de tabaco;
3. Adesão a programa assistido de exercícios físicos;
4. Utilização, quando necessário, de fármacos para reduzir intensa e rapidamente os níveis séricos. Ácido nicotínico, estatinas, niacina e fibratos são os medicamentos mais indicados para tratar a hipertrigliceridemia isolada.
5. Evitar contraceptivos orais que causem hipertrigliceridemia.
6. Consumo de ômega 3, ácido docosaexaenoico (DHA) e ácido eicosapentaenoico (EPA).